# 斯多含
斯多含（朝鮮語：사다함，547年—563年），韓國新羅時代隸屬花郎組織的武將，也是目前保存資料所記載的最早的花郎成員。他是新羅第十七任君主奈密王的七世玄孫，本姓金。

## 生平簡介
斯多含自幼勇悍，有報國的志願。562年9月，新羅國與大伽倻諸國中的高靈伽倻部落發生戰事，新羅國派兵征討大伽倻。當時年僅十六歲的斯多含，在得到國王真興王的特許之下，擔任副將隨隊出征，在主將異斯夫的指揮下進攻大伽倻。
到達戰線，斯多含親自率領五千騎兵，從旃檀門開始一直衝鋒陷陣，強烈的攻勢令大伽倻迅即降伏。在新羅軍勇猛作戰的餘威之下，伽倻諸國逐漸地被新羅國完全壓制。真興王把戰功歸於斯多含，對斯多含致予高度讚賞，並打算把三百名伽倻俘虜與及數畝豐腴的田地賜與斯多含作為獎賞。但斯多含知道那些伽倻俘虜大多都是良民，於是將他們全都放走；另一方面又三度拒絕受領豐腴的田地，只願領取數畝不毛之地。這些勤而忠善、義不矜功的行為，深受新羅國民的褒揚。

## 英年早逝
斯多含亦是一名極度重視友情及誓言的人物。斯多含曾與一位視為生死之交的花郎友人立下生死與共的誓言，但那位友人不久便因病而去世，結果斯多含大哭七日之後，亦實踐盟約隨之而死，享年只有十七歲。

## 戲劇作品
- 2006年：KBS《花郎戰士MARU（朝鲜语：화랑전사 마루）》 李玹雨 飾演 徐多函／斯多含
- 2009年：MBC《善德女王》朴載正 飾演 斯多含